# Anua cuprea
Anua cuprea är en fjärilsart som beskrevs av Moore 1867. Anua cuprea ingår i släktet Anua och familjen nattflyn. Inga underarter finns listade i Catalogue of Life.